# Прострел поникающий
Простре́л поника́ющий (лат. Pulsatílla cérnua) — многолетнее травянистое растение, вид рода Прострел семейства Лютиковые (Ranunculaceae).

## Ботаническое описание
Растение 4—20 см высотой.

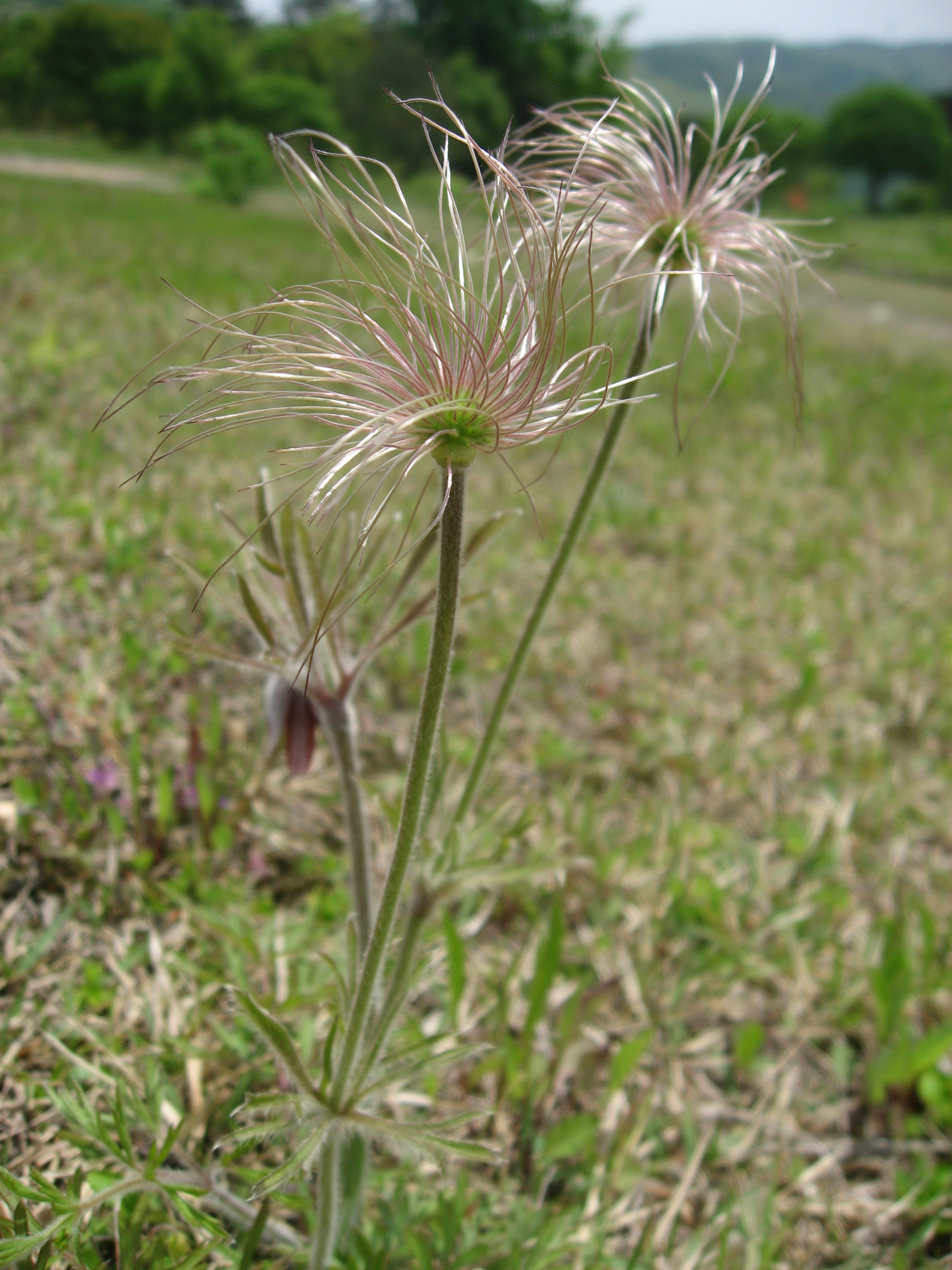
Плоды

Корневище длинное, мощное, почти вертикальное, нередко многоглавое.
Стебли прямостоящие.
Корневые листья на густо-войлочных (как и стебли) черешках, перисто-рассечённые, с двумя парами боковых сегментов и одним конечным; сегменты широкоромбические, боковые сидячие, конечный на длинном черешочке, глубоко двух-трёх-раздельные, с клиновидными долями, двух-трёх-надрезанными или зубчатыми на верхушке и с острыми коротковатыми яйцевидно-ланцетными лопастинками, снизу густо прилегающе-волосистые, сверху с единичными волосками.
Листочки покрывала с линейными или довольно узколинейными долями, цельнокрайными или большей частью двух-трёх-надрезанными на верхушке. Цветоносы густо войлочно-волосистые, большей частью несколько изогнутые или поникающие. Цветки средних размеров, нераскрывающиеся или реже полураскрытые; листочки околоцветника 2,2—3,5 см длиной, 0,6—1,2 см шириной, прямостоящие, неотогнутые на верхушке, ярко-фиолетово-красные или коричневато-тёмно-пурпурные, снаружи мохнато-седые от одевающих их густых волосков. Цветёт в мае — июле.
Плодики с остями, на самой верхушке голыми.
Вид описан из Японии.

## Распространение
Территория бывшего СССР: Амурская область, Приморье; Азия: Монголия (север), Китай, Япония (Хоккайдо, Хонсю, Кюсю), Корея.
Растёт на открытых сухих склонах, реже на задернованных речных песках.